# تونی داتکوویچ
تونی داتکوویچ (کرواتی: Toni Datković؛ زادهٔ ۶ نوامبر ۱۹۹۳) بازیکن فوتبال اهل کرواسی است.
از باشگاه‌هایی که در آن بازی کرده‌است می‌توان به باشگاه فوتبال رییکا و باشگاه فوتبال کوپر اشاره کرد.
وی همچنین در تیم‌های ملی فوتبال زیر ۲۰ سال کرواسی، و کرواسی بازی کرده‌است.